# El marit ve de visita
El marit ve de visita és una comèdia en tres actes, original de Xavier Regàs, estrenada al teatre Romea de Barcelona, la vetlla del 7 de novembre del 1951, per la companyia Titular Catalana del teatre.
L'acció passa a Barcelona a l'època actual de l'estrena, 1951.

## Repartiment de l'estrena
- Marcel·lina: Maria Vila.
- Clotilde: Teresa Cunillé.
- Palmira: Emília Baró.
- Araceli: Mercè Bruquetas.
- Hortènsia: Núria Espert.
- Carolina: Pepeta Gelabert.
- Paquita: Julieta Serrano.
- Manuel: Lluís Orduna.
- Ignasi Feliu: Llorenç Duran.
- Ramon: Eduard Berraondo.
- Jordi: Lluís Nonell.
- Josep Bagunyà: Ramon Duran.
- Doctor Queralt: Lluís Carratalà
- La direcció escènica va anar a càrrec de Lluís Orduna.